# Mara Turing
Mara Turing es una serie de novelas de ficción escrita por el periodista y escritor Javi Padilla. La trama sigue las aventuras de la joven hacker Mara Turing y sus amigos Noa Wachowski y Daniel Karamanou en su lucha contra el cracker Falko McKinnon, creador de la inteligencia artificial Hermes. 
Desde su publicación en 2018 hasta diciembre de 2023, se vendieron 15.000 ejemplares de las tres primeras novelas.    

## Sinopsis

### Resumen del argumento
La historia de Mara Turing comienza cuando recibe un mensaje de su tío, Arnold Turing, desaparecido misteriosamente cuando ella tenía cinco años.  
Éste es el punto de partida de la aventura de Mara y sus amigos para encontrar a su tío. Tendrán que convertirse en verdaderos hackers y combatir contra el peligroso Falko McKinnon, jefe de los “Dirtee Loopers” y creador de la inteligencia artificial Hermes. 
Con “El Despertar de los Hackers” se abre un nuevo mundo para los adolescentes. Se trata de una historia que pretende acercar a los más jóvenes al universo real de los hackers y los peligros de no usar correctamente la tecnología.

### Universo
Las aventuras de Mara Turing se desarrollan en el mundo actual, donde la tecnología ha avanzado notablemente, dando lugar a inteligencias artificiales hiperdesarrolladas. 

### Cronología
Las novelas de Mara Turing publicadas hasta el momento transcurren de manera correlativa. La primera novela, Mara Turing. El Despertar de los hackers, se desarrolla durante las vacaciones de verano de los protagonistas en el año 2013. 
El segundo libro, El Despertar del Mal, comienza en septiembre de 2013, con el inicio de un nuevo curso escolar, y abarca casi un año de la vida de los jóvenes, terminando a finales del verano de 2014. 
En la tercera aventura, Los Archivos Perdidos de Falko, la acción actual comienza en el momento en el que se terminó en la segunda novela, a finales del verano de 2014. Aunque en la tercera novela también se narran acontecimientos sucedidos en la década de los 80 y los 90 del siglo XX. 
La cuarta entrega, Mara Turing. El dilema de los sabios, se desarrolla a partir de agosto de 2015, cuando terminó la acción de la tercera novela. También vuelve a principios del siglo XX para dar continuidad al pasado de los protagonistas de la saga que ya se narró en la tercera novela. 
La quinta entrega de la saga, Mara Turing. El Enigma del Viejo SAM, también narra acontecimientos pasados, pero la acción principal sigue la cronología de la cuarta novela a partir de abril de 2016.

## Novelas

Mara Turing. El Despertar de los Hackers

### 1. Mara Turing: El despertar de los hackers (2018)
Se lanzó en octubre de 2018 y recibió el premio al mejor libro de ficción para jóvenes adultos en los Latino Book Awards de Los Ángeles en 2020. Hasta diciembre de 2023 se han publicado doce ediciones y ha sido traducida al inglés con el título Rise of the Hackers.
En esta primera novela de la serie, Mara Turing recibe un misterioso mensaje cuando está a punto de iniciar sus vacaciones de verano en Nueva York: “Necesito tu ayuda”.  
El enigmático llamamiento procede de su tío —miembro del peligroso grupo de hackers “Dirtee Loopers”—, que desapareció sin dejar rastro cuando ella tenía apenas cinco años, dejando en la joven un gran vacío que ha marcado su infancia. 
El viaje para encontrar a su tío, Arnold Turing, llevará a Mara y a sus amigos a aprender programación en un garaje de Queens (Nueva York), a ver el mundo con ojos críticos y a enfrentarse al diabólico tándem formado por Hermes, una inteligencia artificial muy avanzada, y Falko McKinnon, el hacker más peligroso de la historia, que cumple condena en La Montaña Oculta, una cárcel de alta seguridad.

Mara Turing. El Renacer del Mal

### 2. Mara Turing: El renacer del mal (2019)
Se lanzó en diciembre de 2019, con cuatro ediciones hasta diciembre de 2023. La versión en inglés se titula Evil Reborn. 
El primer libro terminaba con Mara encontrando un trozo de papel en su bolsillo que le devuelve la esperanza de abrazar a su tío Arnold. 
En este segundo libro, los protagonistas comienzan un nuevo año escolar. 
La Banda del Lagartija tiene un nuevo cometido para este curso: hacerle la vida imposible a los nerds del Instituto Saint Michael y publicar más gamberradas en su canal de vídeo en Internet. La inteligencia artificial Hermes determina que los miembros de la temida banda estudiantil podrían ser útiles para dar caza a Mara, Noa y Daniel y utilizarlos de cebo para llegar a Arnold Turing. 
Mientras tanto Falko McKinnon, incapaz de aguantar ni un minuto más en La Montaña Oculta, comienza a idear un plan de fuga demencial y con muy pocas posibilidades de triunfar.   

Mara Turing. Los Archivos Perdidos de Falko

### 3. Mara Turing: Los archivos perdidos de Falko (2020)
Lanzada en diciembre de 2020, con tres ediciones hasta diciembre de 2023. La versión en inglés se titula Falko's Missing Files.  
Este tercer libro de las aventuras de Mara Turing tiene como personaje central al enemigo de Mara Turing: Falko McKinnon. Al tiempo que se va desgranando la historia del cracker más temido, Hermes ha identificado el escondite de Mara, Noa y Daniel, que emprenderán la búsqueda de Arnold Turing, secuestrado por Falko.  
En esta aventura también participan los miembros de la Banda del Lagartija, Tom, Nick y Lucy, que deberán elegir entre el bien y el mal. 

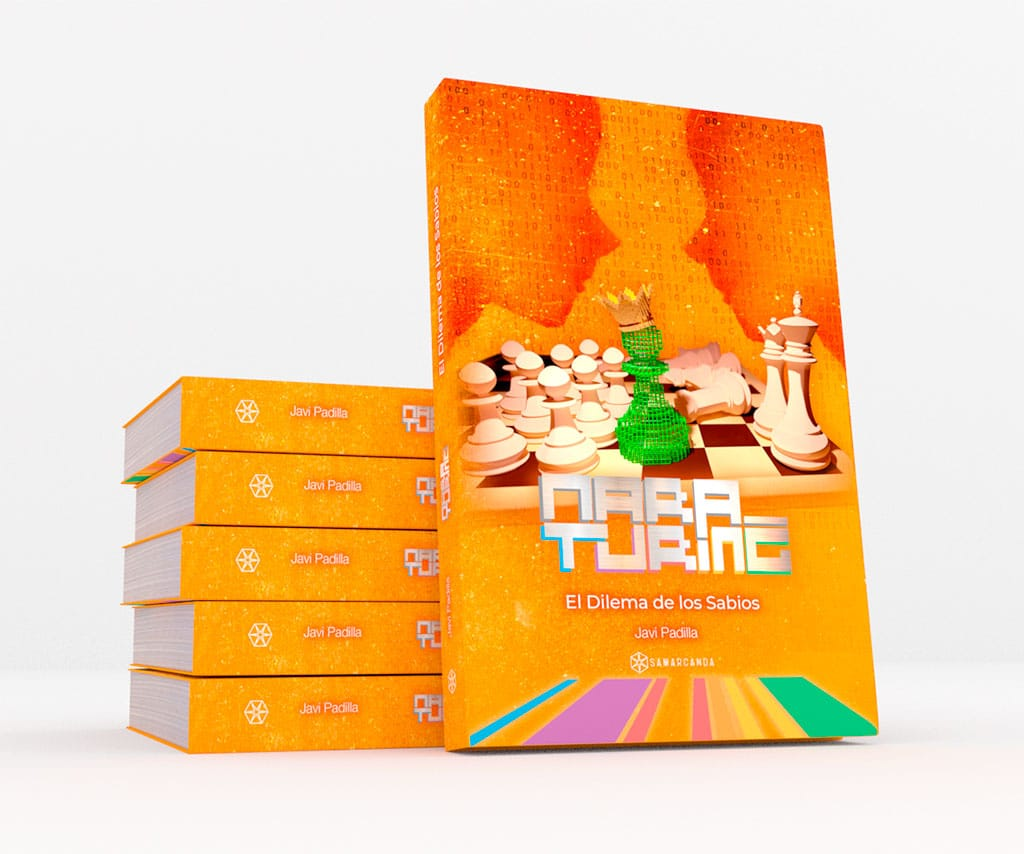
Mara Turing. El Dilema de los Sabios

### 4. Mara Turing: El dilema de los sabios (2021)
Cuarto libro de la saga publicado a finales de 2021, con tres ediciones hasta diciembre de 2023 
En él se detallan los problemas que llevaron a Lucas Turing a encontrar un final precipitado. Esta novela arranca en los años 90 cuando Lucas Turing se encuentra trabajando en la Central Library de Liverpool y descubre que existen unos personajes cuya longevidad es extrema. Falko McKinnon necesita un golpe definitivo que demuestre al mundo que ha vuelto. Si falla, nadie lo tomará en serio. Mara, Noa y Daniel se enfrentan a un enemigo inesperado: Asuntos Sociales. 

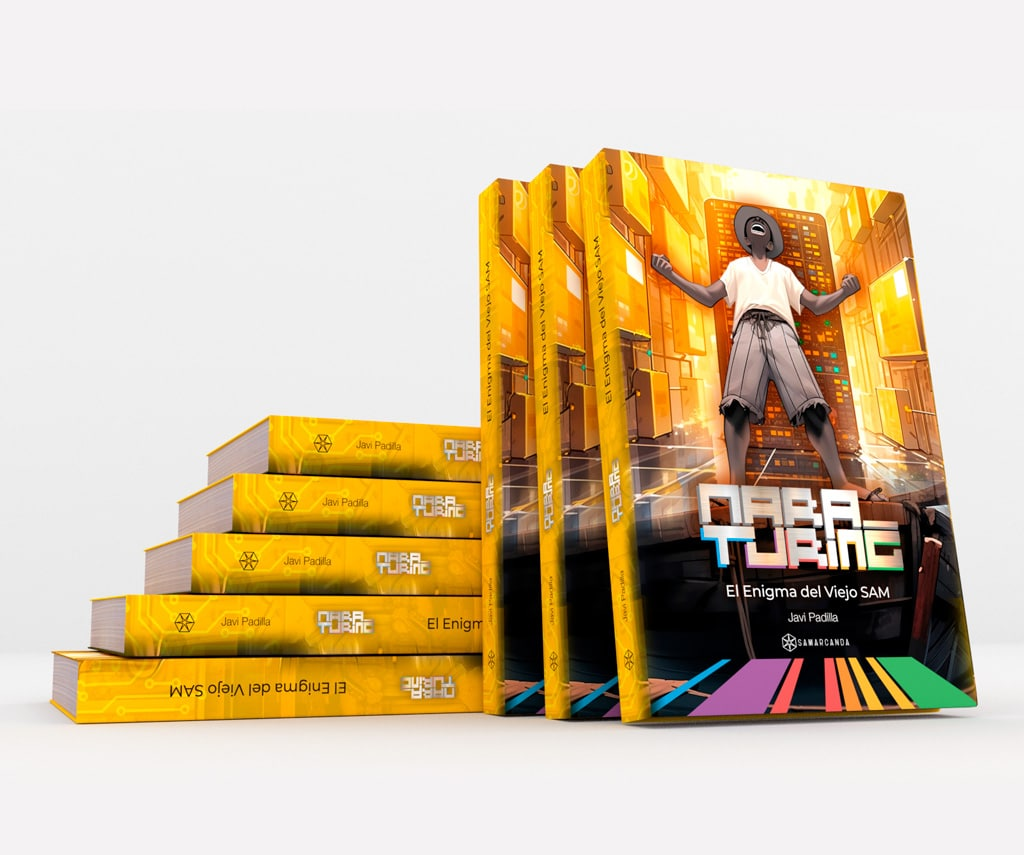
Mara Turing. El Enigma del Viejo Sam

### 5. Mara Turing. El enigma del viejo Sam (2023)
La quinta parte de la saga fue lanzada en junio de 2023, con dos ediciones hasta diciembre de 2023.
Se centra en la figura de Alex Marley, el enigmático profesor de programación de los jóvenes hackers, quienes seguirán investigando la muerte del padre de Mara.
Por su parte, los Dirtee Loopers controlan el mundo, al que han dejado sin acceso a internet, mientras se cuestiona el límite de Hermes como IA sumisa ante su creador. 

## Otros libros
Además de las cinco novelas de la saga publicadas hasta ahora, el universo Mara Turing se amplía con los Capítulos Perdidos, otros libros donde nos adentramos en las historias de algunos de los personajes de las novelas.

### Los capítulos perdidos I: Calcetines para los que ya no están
Este primer capítulo perdido narra el pasado de Falko McKinnon, el origen de los Dirtee Loopers y también nos permite conocer algo más sobre algunos de los miembros del grupo como Sugar.

### Los capítulos perdidos II: La cueva de Heka
El segundo capítulo perdido cuenta los orígenes de The Wiz (Mahdi Hussein) y cómo pasó de ser un niño con una infancia insólita a formar parte de la banda de crackers más temida de la historia. 

## Protagonistas
- Mara Turing: Es la protagonista principal y quien da título a la serie. Es una niña huérfana en dos ocasiones. Primero, cuando fallece su padre y, en segundo lugar, cuando desaparece su tío. Esto marca el carácter de Mara y de ahí su deseo de encontrar a su tío. Es una niña muy curiosa e inteligente a la que se le da bien la tecnología.
- Noa Wachowski: La mejor amiga de Mara. Es una niña inteligente, culta, organizada, a la que le gusta aprender y, sobre todo, muy fiel a sus amigos. Actúa siempre siguiendo la lógica y la racionalidad.
- Daniel Karamanou: Es el otro mejor amigo de Mara y, junto con Noa, forman el sólido grupo de amigos protagonistas. Es un chico despistado, que no muestra demasiado interés por los estudios, pero al que le encanta jugar y comer. Es soñador y le gusta relacionarse con los demás. Es, además, impulsivo y actúa, en la mayoría de los casos, sin pensar, con el corazón.
- Sandra Hopper: Es la madre de Mara Turing. Al principio de la serie intenta por todos los medios que su hija se mantenga alejada de las tecnologías e Internet, pues sabe los peligros que entraña un mal uso de éstos. A medida que va aumentando su confianza en las aptitudes y cualidades de su hija, va cediendo en este campo.
- Lucas Turing: Es el padre de Mara Turing. Falleció dos meses antes del nacimiento de Mara Turing, dejando un vacío en la vida de su hija que solo se rellenará cuando ella conozca toda la verdad.
- Alex Marley: Es el primer profesor de programación de Mara Turing y sus amigos que se presenta en un primer momento como un personaje siniestro y secundario. Poco a poco va convirtiéndose en un confidente de los jóvenes hackers y en un personaje que gana peso en la historia.
- Hermenegilda Wright: Es profesora en el Instituto Saint Michael. Es una férrea defensora de la escritura a mano y de toda enseñanza analógica. Es una completa analfabeta digital. Un hecho que comenzará a cambiar en la segunda novela.

## Antagonistas
- Falko McKinnon: Es el cracker más peligroso de la historia. Era el líder de los Dirtee Loopers. Se convirtió en un criminal al hackear el sistema de un avión y provocar la muerte de decenas de personas. Está encerrado en La Montaña Oculta, una cárcel de alta seguridad de la que nadie ha escapado aún. Es el creador de una poderosa inteligencia artificial, Hermes. Mara Turing se convertirá en uno de sus principales objetivos.
- Hermes: Es la inteligencia artificial creada por Falko McKinnon. Está tan desarrollada que pronto comienza a pensar por sí misma. Es despiadada, pero anhela tener sentimientos humanos. Su principal misión es sacar a Falko de La Montaña Oculta.

## Misión
La saga de Mara Turing es, como ha afirmado el propio autor, una novela de aventuras con tintes didácticos. Entre sus objetivos se encuentra el «atraer a los jóvenes y adolescentes al fascinante mundo de la programación, la informática y el hacking». En este sentido, publicaciones de referencia en el mundo de la tecnología, como Xataka, han incluido Mara Turing en las listas de libros para fomentar las vocaciones tecnológicas en los más jóvenes.
Asimismo, se pretende que las aventuras de Mara Turing y sus amigos rompan «estereotipos sobre el acceso del talento femenino en el sector TIC».

## Adaptaciones

### Audiolibros
La primera novela, Mara Turing. El Despertar de los Hackers, ha sido publicada en español como audiolibro. Marta G. Navarro es la narradora de esta historia, a la que seguirán el resto de novelas. 

### Serie 4Kids
En diciembre de 2023 se lanzó al mercado la adaptación infantil de la saga original recomendada para lectores de entre 6 y 10 años. Se trata de libros con textos más sencillos y más ilustraciones a todo color.
Los libro de la serie 4Kids publicados hasta el momento son:
- Hackers en Nueva York (diciembre 2023): adaptación de El despertar de los hackers, con 141 páginas y 82 ilustraciones.
- La Era de los Crackers (abril 2024): adaptación de la primera parte de El renacer del mal, con 170 páginas y más de 90 ilustraciones.

Está prevista la publicación de nuevos títulos a lo largo de 2024. 

## Otros datos